# Gottfried Feder
Gottfried Feder (27 de janeiro de 1883 - 24 de setembro de 1941) foi um engenheiro alemão e um dos principais membros iniciais do partido nazista, sendo responsável por fundar toda a doutrina Nacional-Socialista. Foi sua palestra em 1919 que levou Hitler a ingressar no partido.

## Biografia
Feder nasceu em Würzburg, em 27 de janeiro de 1883, filho de funcionário público Hanse Feder e de Mathilde Feder. Depois de frequentar escolas humanistas em Ansbach e Munique, estudou engenharia em Berlim e Zurique (Suíça); depois de se formar, ele fundou uma empresa de construção em 1908, que foi particularmente ativa na Bulgária, onde construiu uma série de edifícios oficiais.
De 1917 em diante, Feder estudou política financeira e economia por conta própria; ele desenvolveu uma hostilidade aos ricos banqueiros durante a Primeira Guerra Mundial e em 1919 escreveu O Manifesto Para Abolição Da Escravidão dos Juros sobre o dinheiro (Das Manifest Zur Brechungder Zinsknechtschaft des Geldes). Isso foi logo seguido com a criação de uma "força-tarefa" dedicada a conseguir esses objetivos, que exigiam a nacionalização de todos os bancos e a abolição de juros.
No mesmo ano, Feder, juntamente com Anton Drexler, Dietrich Eckart e Karl Harrer, se envolveram na fundação do Deutsche Arbeiterpartei (Partido dos Trabalhadores Alemães - DAP). No verão de 1919, Adolf Hitler conheceu Feder e tornou ele seu mentor em finanças e economia. Ele foi o inspirador da oposição de Hitler ao "capitalismo financeiro judaico".

## 1920
Em fevereiro de 1920, juntamente com Adolf Hitler e Anton Drexler, Feder elaborou o chamado Programa dos 25 pontos, que resumia as opiniões do partido, e apresentou suas próprias  ideias anticapitalistas no programa. Este foi apresentado em um comício, no dia 24 de fevereiro de 1920, na presença de 2.000 pessoas. Em uma tentativa de fazer o partido mais atraente para grandes segmentos da população, o DAP foi rebatizado em fevereiro do mesmo ano, com o nome de Nationalsozialistische Deutsche Arbeiterpartei (Partido Nacional-Socialista dos Trabalhadores Alemães - NSDAP), mais conhecido como Partido Nazista.
Em novembro de 1923, Feder participou do Putsch da Cervejaria e, depois da prisão de Hitler, permaneceu um dos líderes do partido, sendo eleito para o Reichstag em 1924, onde permaneceu até 1936. No congresso, exigiu o congelamento das taxas de juros e a desapropriação dos bens de cidadãos judaicos. Ele permaneceu um dos líderes da ala anticapitalista do NSDAP e publicou vários artigos, incluindo "Bases Sociais do Estado Nacional Alemão" em 1920, "Das Programm der NSDAP und seine weltanschaulichen Grundlagen" ("O programa do NSDAP"), em 1927  e "Was will Adolf Hitler? "("O que Adolf Hitler quer?") em 1931.
Feder deixou sua marca na política financeira oficial do NSDAP, mas depois que ele se tornou presidente do conselho econômico do partido em 1931, suas visões socialistas levaram a um grande declínio no apoio financeiro dos grandes industriais da Alemanha. Os generais também o criticaram por ele interferir com o rearmamento.

## Obras de Gottfried Feder
- An Alle, Alle! Das Manifest zur Brechung der Zinsknechtschaft des Geldes, 1919.
- An Alle, Alle! Der Staatsbankrott die Rettung, 1919.
- An Alle, Alle! Ein NationalSozialistiche Staat, 1919.
- Le Programme des 25 points, 1920.
- Der Kommende Steuerstreik 1922
- Der Deutsche Staat Auf Nationaler Und Sozialer Grundlage 1923.
- Das Programm der NSDAP und seine weltanschaulichen Grundlagen, 1927.
- Was will Adolf Hitler?, 1931.
- Kampf gegen die Hochfinanz,1933.
- Die organische Volkswirtschaft, 1934.
- Die Juden, 1934.
- Die Neue Stadt, 1939.
- Gewerkschaften, DAF und der Wert des Arbeit, 1934.